# Ove Kindvall
Bengt Ove Kindvall (16. května 1943 Norrköping, Švédsko – 5. srpna 2025) byl švédský fotbalista, který hrával na pozici útočníka. Produktivní střelec, během své kariéry se stal nejlepší střelcem švédské ligy Allsvenskan a třikrát nizozemské Eredivisie. V roce 1966 získal ve Švédsku ocenění Guldbollen pro nejlepšího fotbalistu roku. V anketě Zlatý míč, která hledala nejlepšího fotbalistu Evropy, se roku 1969 umístil na čtvrtém místě.
Jeho syn Niclas se stal také králem střelců v Allsvenskan.

## Klubová kariéra
Za IFK Norrköping nastřílel v sezóně 1966 celkem 20 gólů a stal se nejlepším střelcem švédské ligy Allsvenskan. V roce 1963 získal s klubem ligový titul.
Nejúspěšnější období zažil v dresu nizozemského Feyenoordu, s nímž vyhrál titul v Eredivisie, vítězství v nizozemském poháru (1968/69 - Feyenoord zdolal ve dvou zápasech finále PSV Eindhoven) a třikrát se stal
nejlepším střelcem Eredivisie:
- 1967/68: 28 gólů [5]
- 1968/69: 30 gólů (dělené prvenství s Dickem van Dijkem)[6]
- 1970/71: 24 gólů [7]

Byl prvním cizincem, který se stal nejlepším kanonýrem nizozemské nejvyšší ligové soutěže, po něm se to povedlo až Brazilci Romáriovi v sezóně 1988/89.

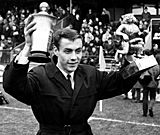
Ove Kindvall v roce 1966.

## Reprezentační kariéra
Nastupoval i za švédskou fotbalovou reprezentaci. Celkem odehrál ve národním týmu 43 zápasů a vstřelil v nich 16 branek.
Účast Ove Kindvalla na vrcholových turnajích:
- Mistrovství světa 1970 v Mexiku (vyřazení v základní skupině B)
- Mistrovství světa 1974 v Západním Německu (prohra 0:1 v semifinálové fázi s Polskem)[9]